# Plac Bohaterów UPA w Kijowie
Plac Bohaterów UPA (ukr. Пло́ща Геро́їв УПА́, Płoszcza Herojiw UPA) — plac w Kijowie w rejonie obołońskim, położony między aleją Stepana Bandery, aleją Obołońską, ulicą Bohatyrską i ulicą Wierzbową. Plac jest przeznaczony tylko dla ruchu samochodowego i pełni funkcję skrzyżowania.

## Nazwa
- Plac Bohaterów Brześcia (1975-1977) — nazwa przyjęta 31 marca 1975 na cześć twierdzy miasta-bohatera Brześcia[1].
- Plac Tulski (1977-2022) — nazwa przyjęta 21 marca 1977 na cześć miasta-bohatera Tuły.

Dotychczasową nazwę Bohaterów Brześcia otrzymał nowy plac, położony w rejonie swiatoszyńskim, który w 2022 został przemianowany na Plac Czornobajiwski.
- Plac Bohaterów UPA (od 2022) — nazwa przyjęta 25 sierpnia 2022 na cześć żołnierzy Ukraińskiej Powstańczej Armii[4].

Nowa nazwa została wybrana na podstawie wyników głosowania w kijowskiej aplikacji miejskiej Kyjiw Cyfrowyj, gdzie zdobyła największe poparcie spośród przedstawionych propozycji — 12063 głosy użytkowników.

## Historia
Plac pojawił się w połowie lat 70. XX w. podczas zabudowy dzielnicy mieszkaniowej Obołoń oraz drogi samochodowej w stronę Mostu Moskiewskiego (obecnie Most Północny). Na począku lat 2000. została przeprowadzona rekonstrukcja Placu i zmiana organizacji ruchu drogowego.
Podczas inwazji Rosji na Ukrainę, w czasie 17. ataku rakietowego na Kijów w ciągu miesiąca, 31 maja 2023 odłamki jednej z rakiet systemu MIM-104 Patriot spadły na ruchliwe skrzyżowanie na Placu i niemal uderzyły w marszrutkę.

## Komunikacja miejska
Przez Plac Bohaterów UPA przebiegają następujące trasy komunikacji miejskiej (stan na 17 lutego 2024):
- Linie autobusowe — 21, 50, 101.
- Linie trolejbusowe — 25, 27, 29Д, 30, 31, 34.
- Linie marszrutek — 150, 151, 183, 192, 242, 410, 421, 463, 525, 550.

W pobliżu Placu znajdują się następujące stacje i przystanki komunikacji miejskiej:
- przystanek st[ancija] m[etro] Poczajna — zespół kilku przystanków w okolicy stacji metra i przy aleji Stepana Bandery w kierunku Mostu Północnego.
- przystanek pr[ospekt] Stepana Bandery.
- przystanek Zawod "Priamzwiazok" — osobne przystanki autobusowo-marszrutkowy i trolejbusowy w kierunku od Placu i wspólny w kierunku Placu.
- stacja metra Poczajna (200 m).
- stacja kolejowa Poczajna(inne języki) (500 m)[7].